# M-105 (cao tốc ở Michigan)
M-105 là mã định danh của một tuyến đường trục chính, vùng The Thumb thuộc bang Michigan, Hoa Kỳ. Nó có vai trò kết nối tuyến M-53 ở Popple và M-83 (nay là M-142) gần Elkton. Mã định danh này chỉ được sử dụng trong những năm 1920 và 1930.

## Tuyến đường
M-105, hay còn gọi là Đường Pinnebog, bắt đầu từ một điểm giao với M-53 (Đường Van Dyke) trong in the small community of Popple, just before M-53 vòng về phía Đông, hướng Bad Axe. Tuyến đi theo hướng bắc, rồi tây bắc, đi qua sông Pinnebog. Sau khi giao với Đường Stein, M-105 lại chạy về hướng bắc thêm khoảng ba dặm (4,8 km), xuyên qua vùng nông thôn, trước khi giao với M-83 (Đường Pigeon) ở một điểm cách Elkton vài dặm về phía đông. Con đường này được sử dụng làm đường nối tắt giữa M-53 và M-83.

## Lịch sử
M-105 lần đầu tiên được ghi nhận trên bản đồ vào năm 1928. 11 năm sau, mã định danh "M-105" bị ngừng sử dụng hẳn khi  con đường được chuyển giao lại cho địa phương.

## Các giao điểm lớn
The entire highway was in Colfax Township, Huron County.